# Liste der Kulturdenkmäler in Riesweiler
In der Liste der Kulturdenkmäler in Riesweiler sind alle Kulturdenkmäler der rheinland-pfälzischen Ortsgemeinde Riesweiler aufgeführt. Grundlage ist die Denkmalliste des Landes Rheinland-Pfalz (Stand: 27. Oktober 2023).

## Denkmalzonen
| Bezeichnung                            | Lage                                                 | Baujahr         | Beschreibung                                                                      | Bild            |
| -------------------------------------- | ---------------------------------------------------- | --------------- | --------------------------------------------------------------------------------- | --------------- |
| Denkmalzone Eremitage Maria Reizenborn | südöstlich des Ortes; Distrikt Rötzenbornerkopf Lage | 18. Jahrhundert | Grundmauerreste der Wallfahrtskirche und Eremitage, 18. Jahrhundert; Quellfassung | Fotos hochladen |

## Einzeldenkmäler
| Bezeichnung         | Lage                                    | Baujahr | Beschreibung                                                                  | Bild                           |
| ------------------- | --------------------------------------- | ------- | ----------------------------------------------------------------------------- | ------------------------------ |
| Evangelische Kirche | Jahnstraße 2 Lage                       | 1763    | Saalbau, bezeichnet 1763; bauliche Gesamtanlage mit Friedhof                  | weitere Bilder Fotos hochladen |
| Meilenstein         | nordöstlich des Ortes an der L 162 Lage | 1820    | preußischer Ganzmeilenstein, Sandsteinobelisk mit seitlichen Sitzbänken, 1820 | Fotos hochladen                |

## Bodendenkmäler
| Bezeichnung                          | Lage                                   | Baujahr | Beschreibung                                    | Bild            |
| ------------------------------------ | -------------------------------------- | ------- | ----------------------------------------------- | --------------- |
| Grabungsschutzgebiet Römische Trasse | Auf dem Hahnaker, hinter Nr. 3–19 Lage |         | Abschnitt der römischen Fernstraße Bingen–Trier | Fotos hochladen |

## Ehemalige Kulturdenkmäler
| Bezeichnung | Lage                             | Baujahr | Beschreibung                                                    | Bild            |
| ----------- | -------------------------------- | ------- | --------------------------------------------------------------- | --------------- |
| Tür         | Gemündener Straße, an Nr. 4 Lage | 1800    | klassizistische Tür, 19. Jahrhundert; aus Denkmalliste gelöscht | Fotos hochladen |
| Tür         | Soonwaldstraße, an Nr. 6 Lage    | 1800    | klassizistische Tür, 19. Jahrhundert; aus Denkmalliste gelöscht | BW              |